# 738
738 (DCCXXXVIII, na numeração romana) foi um ano comum do século IX do Calendário Juliano, da Era de Cristo, e a sua letra dominical foi E (52 semanas), teve início a uma quarta-feira e terminou também a uma quarta-feira. Segundo o horóscopo chinês, foi o ano do Tigre.
| Ano completo                        |
| ----------------------------------- |
| Ano comum com início à quarta-feira |

## Mortes
- 25 de dezembro - Maslama ibne Abedal Maleque ibne Maruane, general omíada (fl. 705)